# Ferrovia Firenze-Roma
La ferrovia Firenze-Roma è una linea ferroviaria italiana che collega il capoluogo toscano alla capitale d'Italia. La ferrovia è anche nota con l'aggiunta nel nome della specificazione di Linea Lenta (LL), per distinguerla dalla Direttissima (DD), con la cui denominazione si indica la linea Firenze-Roma dedicata ai treni ad alta velocità: le due ferrovie seguono un percorso molto simile e si intersecano tra di loro in più punti, costituendo un importante asse di collegamento ferroviario tra Italia settentrionale e centrale.

## Storia

### Le origini
| Tratto                  | Attivazione            | Attivazione |
| ----------------------- | ---------------------- | ----------- |
| Firenze-Pontassieve     | 1º o 20 settembre 1862 | [ 1 ]       |
| Chiusi-Ficulle          | 15 dicembre 1862       | [ 2 ]       |
| Pontassieve-Montevarchi | 5 aprile 1863          | [ 2 ]       |
| Roma-Orte               | 1º aprile 1865         | [ 2 ]       |
| Ficulle-Orvieto         | 27 dicembre 1865       | [ 2 ]       |
| Montevarchi-Terontola   | 16 marzo 1866          | [ 2 ]       |
| Orvieto-Orte            | 10 marzo 1874          | [ 2 ]       |
| Terontola-Chiusi        | 15 novembre 1875       | [ 2 ]       |
| Manuale                 |                        |             |

Le origini progettuali della linea risalgono ai primordi dello sviluppo ferroviario in Italia, molti anni prima della proclamazione dell'Unità d'Italia. Ciò appare ben evidente nel tortuoso tracciato della ferrovia, in quanto nacque dall'unione di più tratte costruite in tempi differenti e con modalità e fini divergenti.

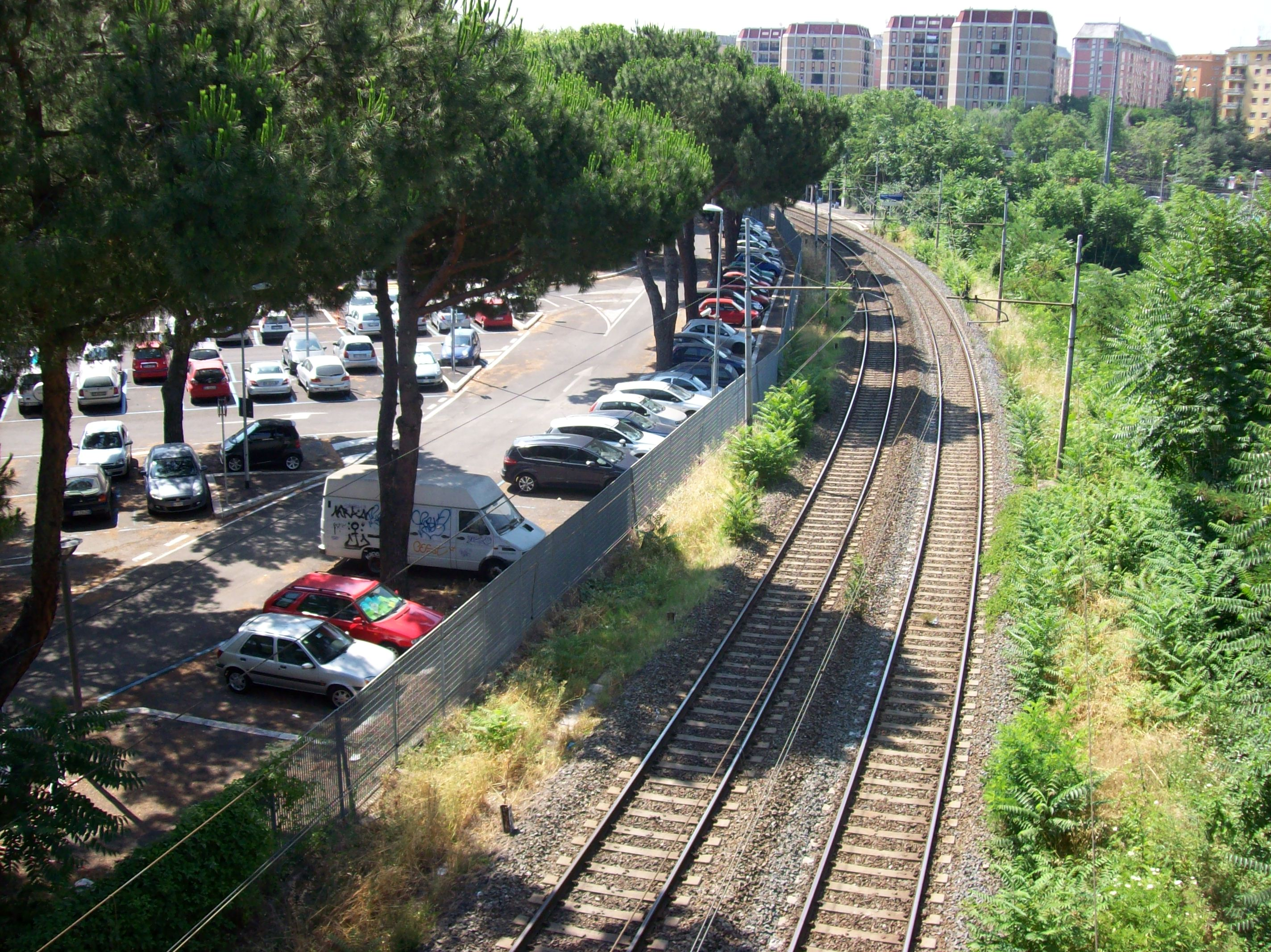
La ferrovia a Roma, sotto Via delle Valli

Ad accentuare ulteriormente la sinuosità del percorso fu la presenza, lungo di esso, di un ostacolo naturale di non scarsa rilevanza come l'Appennino tosco-romagnolo nei dintorni di Firenze; al contempo, la frontiera con lo Stato Pontificio impediva il raggiungimento di Roma. Peraltro, la mancanza di comunicazioni efficienti rendeva impraticabile il collegamento diretto fra la capitale dell'allora Granducato di Toscana e la città eterna, distanti in linea d'aria 232 chilometri. All'epoca le comunicazioni ferroviarie erano infatti distribuite secondo la direttrice frontiera francese-Ducato di Savoia-Piacenza-Bologna-Ancona, diramandosi in seguito verso Roma e verso Brindisi. Lo stesso Regno delle Due Sicilie prediligeva la costruzione di linee trasversali, il cui tracciato si estendeva da ovest verso est in direzione di Termoli, Foggia e Brindisi.
Il primo tratto di quella che in futuro sarebbe divenuta la ferrovia Firenze-Roma collegava Foligno a Roma passando per Orte: lo Stato Pontificio, appena entrato nel pontificato di papa Pio IX, autorizzò con notificazione della Segreteria di Stato del 7 novembre 1846 la costruzione di una linea ferroviaria che avrebbe collegato Roma al porto di Ancona, con l'intento di raggiungere successivamente anche Bologna e Modena, per poi allacciarsi alle strade ferrate del Regno Lombardo-Veneto, allora alle dipendenze dell'Impero austriaco. Il tracciato scelto fu quello passante per Orte che proseguiva verso il valico di Fossato di Vico e raggiungeva Ancona dopo quasi 300 chilometri di binari. La linea fu battezzata "ferrovia Pio Centrale" in onore del papa; la relativa concessione fu rilasciata nel maggio 1856, mentre la costruzione si protrasse per dieci anni e culminò con l'inaugurazione il 29 aprile 1866. Tuttavia, già dal 1865 l'esercizio era stato avviato nelle tratte precedentemente ultimate, gestito dalla Società per le Strade Ferrate Romane.

### La realizzazione
La progettazione della ferrovia Pio Centrale spinse il Granducato di Toscana a investire nella realizzazione di un collegamento rapido tra Firenze e Arezzo verso il confine con lo Stato Pontificio a Chiusi. Con una sovrana disposizione dell'8 aprile 1846 fu chiesto al Consiglio degli Ingegneri di progettare una linea ferroviaria che dalla capitale passasse per Pontassieve, per il Valdarno Superiore, per Arezzo e la Valdichiana fino al confine con lo Stato della Chiesa. Il progetto fu presentato nella primavera-estate del 1846. Un'altra sovrana disposizione, del 2 agosto 1852, dispose la concessione per la costruzione della linea che fu affidata in seguito ai fratelli Gandell di Londra. I Gandell decaddero nel 1854 per non aver versato la cauzione di un milione di lire toscane per cui le trattative con l'amministrazione granducale passarono all'impresa concorrente: la "Chemins de Fer Ferdinand de Florence aux Etats Romains par Arezzo", istituita dal Marchese De Fleur con altri soci.
La nuova impresa non fu in grado di rispettare i tempi previsti, come ad esempio l'apertura della tratta Firenze-Pontassieve entro il 1857, per cui all'inizio del 1859 l'amministrazione granducale stabilì un termine perentorio per la decadenza anche di questa concessione: l'8 maggio di quell'anno. Il Governo provvisorio, che subentrò alla fine di aprile durante le prime fasi della seconda guerra d'indipendenza, mantenne provvisoriamente la concessione alla società di De Fleur fino al 7 gennaio 1860, quando decise di ritirarla e affidare la costruzione della ferrovia alle "pubbliche finanze" in attesa di affidare i lavori a un'altra società con un nuovo provvedimento. Parte del binario era stato in effetti posato, ma diverse frane avevano rallentato i lavori. Il 24 marzo 1860, poco dopo il plebiscito della Toscana, fu riconosciuta la concessione alla compagnia belga "Walder Ealst", ma questa fu annullata con decreto luogotenenziale del 17 agosto 1860, perché l'accordo fu considerato irregolare ed eccessivamente oneroso per le finanze del Regno.
Il 13 febbraio 1861 fu stipulata una convenzione con la Strade Ferrate Livornesi (SFL) per la costruzione della linea ferroviaria da Firenze fino a Foligno, dove si sarebbe incontrata con la ferrovia Roma-Ancona. La nuova società riprese i lavori nell'estate del 1861 e completò la linea un anno dopo. Annunci sul Monitore Toscano, attestano l'apertura al 1º settembre 1862 del tratto che collegava la stazione di Firenze Santa Maria Novella a Pontassieve, tuttavia non ci fu alcuna cerimonia e nemmeno riferimenti nella cronaca locale. Altre fonti riportano il 20 settembre 1862.
Tre anni dopo, con la legge nº 2279 del 14 maggio del 1865, si cercò di riordinare l'assetto societario delle ferrovie dell'Italia centrale: la Società per la Strada Ferrata Centrale Toscana, che eserciva in concessione la linea Empoli-Chiusi, fu accorpata alla SFL, dando vita alla Società per le Strade Ferrate Romane. Nei primi mesi del 1866 la tratta Firenze-Pontassieve fu allungata fino a Montevarchi, mentre il 16 marzo i treni giunsero a Terontola; infine, nel dicembre seguente i binari furono attestati presso Foligno e qui furono allacciati alla ferrovia Roma-Ancona. La nuova ferrovia era particolarmente lunga e tortuosa, ma risultò da subito cruciale per le città e località che attraversava, molte delle quali risolsero grazie ad essa i problemi di isolamento logistico di cui soffrivano.

### Gli sviluppi
Nel frattempo, il 2 novembre 1864 era stato inaugurato l'ultimo tratto della ferrovia Porrettana, che univa Firenze direttamente a Bologna soppiantando il malagevole servizio di diligenza tra le due città e riducendo i tempi di percorrenza dalle 14 ore necessarie sul percorso stradale alle 5 impiegate via treno: ciò conferì alla linea Firenze-Foligno un ruolo di primaria importanza per gli spostamenti fra l'Italia settentrionale e centrale. Tale posizione fu definitivamente consolidata dal trasferimento della capitale del Regno d'Italia da Torino a Firenze nel 1865, quando la ferrovia aveva già assunto un rilievo nazionale ed i suoi impianti si stavano rivelando del tutto insufficienti a sostenere il traffico deviato dalla direttrice Roma-Ancona. Nel 1871, con lo spostamento della capitale italiana da Firenze a Roma, l'asse ferroviario tra le due città era ormai divenuto portante nella rete ferroviaria nazionale. L'itinerario attraversava territori e paesaggi molto suggestivi, ma l'eccessiva tortuosità del tracciato dovuta, fra l'altro, all'orografia sfavorevole penalizzava fortemente i tempi di percorrenza: negli anni Settanta del XIX secolo un treno diretto partito da Firenze alle 8:05 arrivava a Roma alle 17:40, dopo oltre 9 ore e mezza di viaggio e ben 372 chilometri percorsi.
A pochi anni dall'apertura integrale della linea si cominciò dunque a studiare i primi miglioramenti del tracciato: il 15 novembre 1875 fu aperta una variante fra le stazioni di Orte e Terontola che, passando per Chiusi e condividendo parte del tracciato con la preesistente ferrovia Centrale Toscana, accorciava il tragitto di 58 chilometri, pur relegando la linea originaria passante per Perugia ad un ambito decisamente ridotto, tagliando il capoluogo umbro fuori dalla direttrice nazionale. Con la legge nº 3048 del 27 aprile 1885, che promosse un nuovo riordino societario delle ferrovie, la concessione della linea Firenze-Roma fu assegnata alla Società Italiana per le Strade Ferrate Meridionali, che negli anni sviluppò e ammodernò la linea raddoppiando a tratte il singolo binario che la componeva. Con la statalizzazione delle ferrovie italiane, avvenuta nel 1905, la gestione della ferrovia passò a Ferrovie dello Stato, che nel 1935 attivò l'elettrificazione a 3000 volt a corrente continua su tutto il tracciato.

### L'avvento della Direttissima
Nonostante gli interventi la ferrovia rimaneva una linea poco scorrevole che non permetteva, ad eccezione di alcuni tratti, il superamento dei 100 km/h: nel secondo dopoguerra si mise dunque mano ad un progetto di potenziamento dell'infrastruttura, in verità già in parte elaborato prima della guerra, che prevedeva il quadruplicamento di alcune porzioni di binario ormai al limite della saturazione. Negli anni Sessanta del Novecento, visto il notevole successo che la linea continuava a riscuotere, a tale ipotesi si preferì tuttavia la costruzione ex novo di una seconda ferrovia, tecnologicamente all'avanguardia e dotata di una serie di interconnessioni con la linea storica, di cui avrebbe ricalcato a grandi linee il percorso pur risultando maggiormente rettilinea e scorrevole. La nuova ferrovia avrebbe così consentito l'instradamento veloce dei treni e, allo stesso tempo, il raggiungimento delle stazioni intermedie in comune con il binario originario.
La nuova ferrovia Firenze-Roma, denominata Direttissima per distinguerla dalla Linea Lenta originaria, fu costruita fra il 1970 e il 1992 e permise di alleggerire non di poco il traffico sulla linea storica, esonerandola da quasi tutti i collegamenti diretti tra Firenze e Roma. Il 29 maggio 1996 fu attivato il quadruplicamento di binario sulla Linea Lenta fra la stazione di Firenze Campo di Marte e il bivio di Rovezzano, punto d'origine della Direttissima. Il 4 dicembre 2011 sono state soppresse le stazioni di Baschi e Bassano in Teverina.

## Caratteristiche
|  | Continuation backward |

| Unknown route-map component "+d" | Unknown route-map component "ABZg+l" | Unknown route-map component "dCONTfq" |

|  | Station on track |

| Unknown route-map component "CONTgq" | Junction both to and from right |

|  | Station on track |

| 2+767   |
| (4+840) |

| Unknown route-map component "KBHFaq" | Unknown route-map component "ABZq+r" | Unknown route-map component "ABZgr" |  |

| 0+000   |
| 314+077 |

| Unknown route-map component "uCONTgq" | Unknown route-map component "mKRZo" | Unknown route-map component "mTBHFo" | Unknown route-map component "uCONTfq" |

| Unknown route-map component "KRWgl" | Unknown route-map component "KRWg+r" |

| Straight track | Enter and exit tunnel |

|  | Unknown route-map component "ABZgl" | Unknown route-map component "KRZu+l" | Unknown route-map component "CONTfq" |

| Unknown route-map component "bSHI2+lr" |

| Unknown route-map component "bSHI2lxr" |

| Unknown route-map component "exBHF" | Station on track |

| (0+000) |
| 310+112 |

| Unknown route-map component "bSHI2+lxr" |

| Stop on track |

|  | Unknown route-map component "dSHI3gl" | Unknown route-map component "SHI3+r" |

| Unknown route-map component "CONTgq" | Unknown route-map component "dKRZo" | One way rightward |

| Station on track |

| Stop on track |

| Unknown route-map component "KINTaq" | Unknown route-map component "ABZg+r" |  |

| Station on track |

| Small bridge over water |

|  | Unknown route-map component "ABZgl" | Unknown route-map component "CONTfq" |

| Enter and exit tunnel |

|  | Unknown route-map component "HSTeBHF" | Unknown route-map component "exKBHFa" |

|  |  | Straight track | Unknown route-map component "exSTRl" | Unknown route-map component "exCONTfq" |

| Small bridge over water |

| Station on track |

| Unknown route-map component "SKRZ-Au" |

| Unknown route-map component "CONTgq" | Unknown route-map component "kKRZ2+ru" | Unknown route-map component "kSTRc3" |

| Unknown route-map component "exKRW+l" | Unknown route-map component "eKRWgr" | Unknown route-map component "kSTR+4" |

| Unknown route-map component "exSTR" | Unknown route-map component "hKRZWae" | Unknown route-map component "hKRZWae" |

| Unknown route-map component "exSTR" | Unknown route-map component "hKRZWae" | Straight track |

| Unknown route-map component "exBHF" | Station on track | Straight track |

| Unknown route-map component "exKRWl" | Unknown route-map component "eKRWg+r" + Unknown route-map component "STRc2" | Unknown route-map component "ABZ23" + Unknown route-map component "lCONTf2" |

|  | Unknown route-map component "ABZg+1" | Unknown route-map component "STRc4" |

| Station on track |

| Unknown route-map component "CONTgq" | Unknown route-map component "ABZg+r" |  |

|  | Unknown route-map component "ABZg+l" | Unknown route-map component "KINTeq" |

|  | Station on track | Unknown route-map component "uexKBHFa" |

|  | Straight track | Unknown route-map component "uexABZg+1" + Unknown route-map component "uexlCONTf1" |

|  | Station on track | Unknown route-map component "uexBHF" |

|  | Straight track | Unknown route-map component "uexCONTl+g" |

| Unknown route-map component "b" | Unknown route-map component "hSTRa" |  | Unknown route-map component "CONT1+f" + Unknown route-map component "PORTALf" |

| Unknown route-map component "b" | Unknown route-map component "hABZgl" | Unknown route-map component "hSTReq" + Unknown route-map component "PORTALl" | Unknown route-map component "tABZg+r" |

| Unknown route-map component "b" | Unknown route-map component "hSTRe@g" |  | Unknown route-map component "CONT2+g" + Unknown route-map component "PORTALg" |

| Track change |

| Unknown route-map component "HSTeBHF" |

| Small bridge over water |

| Enter and exit tunnel |

| Station on track |

| Station on track |

| Unknown route-map component "SKRZ-Au" |

| Unknown route-map component "kSTRc2" | Unknown route-map component "kKRZ3+lu" | Unknown route-map component "CONTfq" |

| Unknown route-map component "kSTR+1" | Non-passenger station/depot on track |  |

| Unknown route-map component "KRWgl" | Unknown route-map component "KRWg+r" |  |

| Unknown route-map component "dCONTgq" | One way rightward | Straight track | Unknown route-map component "+d" |

| Unknown route-map component "CONTgq" | Unknown route-map component "ABZg+lr" | Unknown route-map component "CONTfq" |

| Station on track |

|  | Unknown route-map component "eABZgl" | Unknown route-map component "exCONTfq" |

| Non-passenger station/depot on track |

| Unknown route-map component "CONTgq" | Unknown route-map component "ABZgr" |  |

| Non-passenger station/depot on track |

| Station on track |

| Station on track |

| Station on track |

|  | Unknown route-map component "ABZgl" | Unknown route-map component "CONTfq" |

| Unknown route-map component "SKRZ-Au" |

| Straight track + Unknown route-map component "GRZq" |

| Station on track |

| Non-passenger station/depot on track |

| Straight track + Unknown route-map component "GRZq" |

| Unknown route-map component "vCONTg" | Unknown route-map component "dSTR" |  |

| Unknown route-map component "SHI2g+l" + Unknown route-map component "STR~L" | Straight track + Unknown route-map component "STR~R" |  |

| Non-passenger station/depot on track + Unknown route-map component "STR~L" | Straight track + Unknown route-map component "STR~R" |  |

| Unknown route-map component "vSTRl-SHI1ro" | Unknown route-map component "dSTR+r" + Unknown route-map component "dSTR" |  |

| Unknown route-map component "tdSTRa" | Unknown route-map component "eLABZg+l" + Straight track | Unknown route-map component "exdCONTfq" |

| Unknown route-map component "tdSTRe" | Station on track | Unknown route-map component "d" |

| Unknown route-map component "dSTR+GRZq" | Unknown route-map component "STR+GRZq" | Unknown route-map component "d" |

| Unknown route-map component "dSTR" | Non-passenger station/depot on track | Unknown route-map component "d" |

| Unknown route-map component "dSHI3g+l" | Unknown route-map component "SHI3gr" | Unknown route-map component "d" |

| Unknown route-map component "dLSTR" | Station on track | Unknown route-map component "d" |

| Unknown route-map component "dLSTR" | Unknown route-map component "SKRZ-Au" | Unknown route-map component "d" |

| One way leftward | Unknown route-map component "dKRZu" | Unknown route-map component "STR+r" |

| Unknown route-map component "CONTgq" | Unknown route-map component "dKRZu" | One way rightward |

| Station on track |

| Small bridge over water |

| Unknown route-map component "CONTgq" | Unknown route-map component "KRZu+r" | Unknown route-map component "STR+r" |

|  | Station on track | Straight track |

| Unknown route-map component "CONTgq" | Unknown route-map component "KRZur" | One way rightward |

| Unknown route-map component "eBHF" |

| Unknown route-map component "SKRZ-Au" |

| Track change |

| Small bridge over water |

| Stop on track |

| Unknown route-map component "CONTgq" | Unknown route-map component "ABZg+r" |  |

| Station on track |

| Unknown route-map component "SKRZ-Ao" |

| Small bridge over water + Unknown route-map component "GRZq" |

| Unknown route-map component "eBHF" |

| Unknown route-map component "dCONTgq" | Unknown route-map component "ABZq+r" | Unknown route-map component "ABZg+r" | Unknown route-map component "+d" |

| Unknown route-map component "tSTRa" | Unknown route-map component "ABZg+l" | Unknown route-map component "CONTfq" |

| Unknown route-map component "tSTRc2" | Unknown route-map component "tSTR3" | Station on track | Unknown route-map component "b" |

| Unknown route-map component "tSTR+1" | Unknown route-map component "STRc2" + Unknown route-map component "tSTRc4" | Unknown route-map component "ABZg3" | Unknown route-map component "b" |

| Unknown route-map component "tABZg+l" | Unknown route-map component "tSTRq" + Unknown route-map component "v-STR+1" | Unknown route-map component "ABZgr" + Unknown route-map component "PORTALr" + Unknown route-map component "STRc4" | Unknown route-map component "b" |

| Unknown route-map component "tkSTR2" + Unknown route-map component "CONTg@Gq" | Unknown route-map component "v-STRr" | Straight track | Unknown route-map component "b" |

| Unknown route-map component "tkSTRc1" | Unknown route-map component "tkSTRl+4" | Unknown route-map component "KRZu" + Unknown route-map component "PORTALr" | Unknown route-map component "STR+r" |  |

|  | Unknown route-map component "HSTeBHF" | Track change |

|  | Unknown route-map component "eKRWg+l" | Unknown route-map component "eKRWgr" |

|  | Station on track | Straight track |

| Unknown route-map component "STR+l" | Unknown route-map component "KRZu" | One way rightward |

| Unknown route-map component "hKRZWae" | Unknown route-map component "hKRZWae" |  |

| Unknown route-map component "LSTR" | Straight track |  |

| Unknown route-map component "LSTR" | Unknown route-map component "SKRZ-Au" |  |

| Unknown route-map component "LSTR" | Stop on track |  |

| Unknown route-map component "LSTR" | Unknown route-map component "HSTeBHF" |  |

| Unknown route-map component "LSTR" | Stop on track |  |

| Unknown route-map component "LSTR" | Station on track |  |

| Unknown route-map component "LSTR" | Unknown route-map component "eLABZg+l" + Straight track | Unknown route-map component "exLCONTfq" |

| Unknown route-map component "LSTR" | Station on track |  |

| Unknown route-map component "LSTR" | Stop on track |  |

| Unknown route-map component "LSTR" | Station on track |  |

| Unknown route-map component "LSTR" | Unknown route-map component "SKRZ-Au" |  |

| Unknown route-map component "LSTR" | Straight track |  |

| Small non-passenger station on track | Unknown route-map component "SHST" |  |

| Unknown route-map component "KRWgl+l" | Unknown route-map component "KRWgr+r" |  |

| Unknown route-map component "SKRZ-Au" | Unknown route-map component "SKRZ-Au" |  |

| Straight track | Unknown route-map component "eHST" |  |

| Straight track | Unknown route-map component "SHST" |  |

| Straight track | Unknown route-map component "ABZg2" | Unknown route-map component "STRc3" |

| Straight track | Unknown route-map component "YRDa" + Unknown route-map component "STRc1" | Unknown route-map component "STR+4" |

| 10+644 |
| 10+485 |

| Straight track | Unknown route-map component "YRDe" | Unknown route-map component "SHST" |

| Straight track | Unknown route-map component "ABZg2u" | Unknown route-map component "ABZg3" |

| 9+797 |
| 9+823 |

| Straight track | Unknown route-map component "ABZg+1" | Unknown route-map component "ABZg+4u" |

| Unknown route-map component "dWASSERq" | Unknown route-map component "dWBRÜCKE" | Unknown route-map component "dWASSERq" | Unknown route-map component "dWBRÜCKE" | Unknown route-map component "dWASSER+r" | Unknown route-map component "vDST-" |

| Unknown route-map component "dSTR2" | Unknown route-map component "dSTRc23" | Unknown route-map component "dSTR3" | Unknown route-map component "dWASSER" | Unknown route-map component "dSHST" |

| Unknown route-map component "d" | Unknown route-map component "d-STR+1" + Unknown route-map component "dSTRc1" | Unknown route-map component "dKRXu-" | Unknown route-map component "d-STR+4" + Unknown route-map component "dSTRc4" | Unknown route-map component "dWASSERl" | Unknown route-map component "dWBRÜCKE" | Unknown route-map component "dWASSERq" |

| Unknown route-map component "SHST" | Straight track | Small non-passenger station on track |

|  | Unknown route-map component "KRWg+l" | Unknown route-map component "KRWglr" | Unknown route-map component "KRWgl+r" | Unknown route-map component "KRW+r" |

|  | Unknown route-map component "BHF-L" | Unknown route-map component "BHF-M" | Unknown route-map component "BHF-M" | Unknown route-map component "BHF-R" |

| Unknown route-map component "exSTRc2" | Unknown route-map component "ABZg2x3" | Unknown route-map component "ABZgt2a" + Unknown route-map component "STRc3" | Straight track + Unknown route-map component "tSTRc3" | Straight track |

| Unknown route-map component "c" | Unknown route-map component "exSTR+1" | Unknown route-map component "STR+c1" + Unknown route-map component "exSTRc4" | Unknown route-map component "ABZg+4" + Unknown route-map component "tSTRc1" | Unknown route-map component "tSTRl+4" + Straight track | Unknown route-map component "ABZql+l" + Unknown route-map component "PORTALr" | Unknown route-map component "cCONTfq" |

| Unknown route-map component "exSTR" | Unknown route-map component "KRWl+lo" | Unknown route-map component "exKRW+l" + Unknown route-map component "KRWro+r" | Unknown route-map component "eKRWgr" + Unknown route-map component "PORTALf" | Unknown route-map component "kSTR3" |

| Unknown route-map component "ENDExa" | Unknown route-map component "ABZg+l" | Unknown route-map component "tSTRa@g" + Transverse track | Unknown route-map component "tSTR" + Unknown route-map component "kSTRr+1" | Unknown route-map component "kSTRc4" |

| Unknown route-map component "c" | Unknown route-map component "ABZgl" | Unknown route-map component "KRZo+l" | Unknown route-map component "tSTRe@f" + Transverse track | Unknown route-map component "tSTRe@f" + Transverse track | Unknown route-map component "YRDq" | Unknown route-map component "cENDEeq" |

| Unknown route-map component "YRDa" | Straight track | Unknown route-map component "eSHST" + Unknown route-map component "lCSTR(r)" | Unknown route-map component "CSTR(l)" |  |

| Unknown route-map component "YRDe" + Unknown route-map component "STRc2" | Unknown route-map component "STR3" | Unknown route-map component "KRWgl" + Unknown route-map component "lCSTR(r)" | Unknown route-map component "KRWg+r" + Unknown route-map component "lCSTR(l)" |  |

| Unknown route-map component "c" | Unknown route-map component "ABZg+1" + Unknown route-map component "ABZg+l" | Unknown route-map component "STRc4" + Unknown route-map component "kABZq2" | Enter and exit tunnel + Unknown route-map component "kSTRc3" + Transverse track | Enter and exit tunnel + Transverse track | Unknown route-map component "SHI4g+rq" | Unknown route-map component "cCONTfq" |

| Unknown route-map component "hSTRa" |  | Unknown route-map component "kABZg+4" | Unknown route-map component "ABZl+l" | Unknown route-map component "SHI4lq" |

| Elevated |  | Unknown route-map component "BHF-L" | Unknown route-map component "BHF-R" |  |

| Unknown route-map component "hSTRe" |  | Unknown route-map component "CONT2+g" | Unknown route-map component "CONT2+g" |  |

| End station | Unknown route-map component "b" | Unknown route-map component "b" |

### Percorso
La ferrovia collega le stazioni di Firenze Santa Maria Novella e Roma Termini, seguendo un percorso lungo 314 km: uscito da Firenze in direzione est, il binario volge verso sud all'altezza di Pontassieve, segue la valle del fiume Arno e raggiunge Arezzo, per poi proseguire verso Castiglion Fiorentino, Cortona e Terontola. Qui, affiancando la sponda occidentale del lago Trasimeno, avanza verso Chiusi e Città della Pieve, per poi incontrare il fiume Tevere e seguirne il corso sino alle porte di Roma, attraversando Orvieto, Orte e Monterotondo. Il tracciato si caratterizza per essere particolarmente tortuoso, soprattutto a causa della presenza lungo di esso di cinque grandi anse, situate nei pressi di Pontassieve, Arezzo, Ficulle, Orte e Fara Sabina. Numerose curve di raggio talvolta molto ridotto impongono limiti di velocità non superiori a 95-105 km/h per quasi metà dell'intero percorso.
La linea è quasi interamente a doppio binario e totalmente elettrificata a 3000 V a corrente continua; in particolare, il tratto di binario tra lo scalo di Firenze Campo di Marte e il bivio di Rovezzano risulta quadruplicato. Lungo il proprio percorso la ferrovia è dotata di alcuni punti di interconnessione con la linea Direttissima, di seguito elencati:
- Rovezzano
- Valdarno Nord (2º bivio presso Lagaccioni)
- Valdarno Sud (2º bivio presso Levanella)
- Arezzo Nord (2º bivio presso Pratantico)
- Arezzo Sud (2º bivio presso Terra rossa)
- Chiusi Nord (2º bivio presso Montallese FS)
- Chiusi Sud (2º bivio presso Città della Pieve FS)
- Orvieto Nord (2º bivio presso Ingroservice Orvieto)
- Orvieto Sud (2º bivio presso Food Village)
- Orte Nord (2º bivio presso San Michele)
- Orte Sud (2º bivio presso Orte FS)
- Settebagni

L'integrazione funzionale realizzata fra i tracciati della ferrovia Direttissima Firenze-Roma e la ferrovia Firenze-Roma Linea Lenta, del tutto differenti quanto a concezione e caratteristiche, ben rappresenta il concetto di linea ad alta velocità/alta capacità (AV/AC): si tratta di un sistema molto flessibile che rende possibile, a seconda delle esigenze, il trasferimento di convogli indifferentemente dall'una all'altra ferrovia, entrambe abilitate alla circolazione promiscua di treni di ogni categoria. Tale sistema è particolarmente utile ai fini della sicurezza della circolazione ed evita l'interruzione di questa in casi di inagibilità dell'una o dell'altra linea.